# Orion F.C.
Orion Football Club – szkocki klub piłkarski z siedzibą w Aberdeen powstały w 1885. 14 kwietnia 1903 w wyniku jego fuzji z Aberdeen i Victoria United powstał nowy klub – Aberdeen Football Club.

## Stroje
W latach 1885–1889 Orion grał w jasnobrązowych koszulkach i skarpetach oraz białych spodenkach. Następnie, do 1903 występował w koszulce w czerwono-białe pionowe pasy oraz granatowych spodenkach i getrach.
| 1885–1899 | 1889–1903 |